# Llista d'estats sobirans del 1920

## Estats sobirans

### A
- Afganistan – Emirat de l'Afganistan
- Albània – Albània (des del 22 d'agost)
- Alemanya – Imperi Alemany
- Alt Asir – Emirat de l'Alt Asir (fins a l'agost)
- Andorra – Principat d'Andorra
- Argentina – República de l'Argentina
- Armènia – República Democràtica d'Armènia (fins al 29 de novembre)
- Asir – Emirat d'Asir
- Austràlia – Commonwealth d'Austràlia
- Àustria – República d'Àustria
- Azerbaidjan – República Democràtica de l'Azerbaidjan (fins al 28 d'abril)

### B
- Bèlgica – Regne de Bèlgica
- Bolívia – República de Bolívia
- Brasil – República dels Estats Units del Brasil
- Bulgària – Regne de Bulgària

### C
- Canadà – Domini del Canadà
- Colòmbia – República de Colòmbia
- Costa Rica– República de Costa Rica
- Cuba – República de Cuba

### D
- Danzig – Ciutat Lliure de Danzig (des del 10 de gener)[1]
- Dinamarca – Regne de Dinamarca
- República Dominicana

### E
- Equador – República de l'Equador
- Espanya – Regne d'Espanya
- Estats Units – Estats Units d'Amèrica
- Estònia - República d'Estònia
- Etiòpia – Imperi d'Etiòpia

### F
- Finlàndia – República de Finlàndia
- Fiume – Estat Lliure de Fiume (des del 12 de novembre)[2][3]
- França – República Francesa[4]

### G
- Geòrgia – República Democràtica de Geòrgia
- Grècia – Regne de Grècia
- Guatemala – República de Guatemala

### H
- Haití – República d'Haití
- Hijaz – Regne de Hijaz
- Hondures – República d'Hondures
- Hongria – Regne d'Hongria (des de l'1 de març)

### I
- Iemen – Regne Mutawakkilita del Iemen
- Islàndia – Regne d'Islàndia[5][6]
- Itàlia – Regne d'Itàlia

### J
- Japó – Imperi del Japó[7]

### L
- Letònia - República de Letònia
- Libèria – República de Libèria
- Liechtenstein – Principat de Liechtenstein
- Lituània – República de Lituània[8]
- Luxemburg – Gran Ducat de Luxemburg

### M
- Mèxic – Estats Units Mexicans
- Mònaco – Principat de Mònaco

### N
- Nicaragua – República de Nicaragua
- Noruega – Regne de Noruega
- Nova Zelanda - Domini de Nova Zelanda

### O
- Imperi Otomà[9]

### P
- Països Baixos – Regne dels Països Baixos
- Panamà – República del Panamà
- Paraguai – República del Paraguai
- Pèrsia – Imperi Persa
- Perú – República Peruana
- Polònia – República de Polònia
- Portugal – República Portuguesa

### R
- Regne Unit – Regne Unit de la Gran Bretanya i Irlanda
- Romania – Regne de Romania
- Rússia – República Socialista Soviètica Federal Russa

### S
- El Salvador – República del Salvador
- San Marino – Sereníssima República de San Marino[10]
- Regne dels Serbis, Croats i Eslovens
- - Regne de Siam
- Sud-àfrica – Unió de Sud-àfrica
- Suècia – Regne de Suècia
- Suïssa – Confederació suïssa

### T
- Newfoundland – Domini de Terranova
- Txecoslovàquia – República Txecoslovaca

### U
- Uruguai – República Oriental de l'Uruguai

### V
- Veneçuela – Estats Units de Veneçuela[11]

### X
- Xile – República de Xile
- Republic of China

## Estats que proclamen la sobirania
- Armènia – República Socialista Soviètica d'Armènia (des del 29 de novembre)
- Azerbaijan – Azerbaijan Soviet Socialist Republic (des del 28 d'abril)
- Belarús – República Socialista Soviètica Belarussa (des de l'1 d'agost)
- Lituània Central – República de la Lituània Central (des del 12 d'octubre)[8][12]
- República de l'Extrem Orient – República de l'Extrem Orient (des del 6 d'abril)
- Galítsia – República Socialista Soviètica de Galítsia (del 8 de juliol al 21 de setembre)
- Gilan – República Socialista Soviètica Persa (from June)
- Lemko-Rusyn – República Lemko-Rusyn (fins al març)
- Irlanda – República Irlandesa
- Caucas Septentrional – República Muntanyosa del Caucas Septentrional (fins al juny)[13]
- Tibet
- Ucraïna – República Socialista Soviètica Ucraïnesa